# 1052-es busz
Az 1052-es jelzésű autóbuszvonal távolsági autóbuszjárat Budapest és Eger között, melyet a Volánbusz Zrt. lát el.

## Közlekedése
Naponta egy járat közlekedik Budapestről Egerbe. A járat késő éjszaka indul a fővárosból és másnap éjjel érkezik a hevesi megyeszékhelyre. Budapesten kívül csak leszállás céljából áll meg a megállóhelyeken.
A járat menetideje 2 óra 15 perc, útvonalának hossza 133,7 km.

## Megállóhelyei
| 0  | Budapest, Stadion autóbusz-pályaudvar végállomás | 1, 1A 73, 75, 77, 80 95, 130, 195 396, 397, 398, 399, 400, 402, 410, 412, 414, 422, 424, 430, 432, 434, 435, 436, 437, 438, 439, 440, 441, 442, 485, 486 1020, 1021, 1024, 1031, 1034, 1037, 1039, 1040, 1044, 1045, 1046, 1049, 1050, 1051, 1054, 1060, 1063, 1066, 1067, 1068, 1069, 1070, 1075, 1076, 1077, 1078 |
| 1  | Budapest, Kacsóh Pongrác út                      | 1, 1A, 3, 69 74, 81, 82 25, 32, 225 396, 397, 398, 399, 402, 412, 414, 422, 424, 432, 434, 435, 436, 437, 438, 439, 442 1020, 1021, 1024, 1031, 1034, 1037, 1039, 1040, 1044, 1045, 1046, 1049, 1050, 1051, 1054, 1063, 1066, 1067, 1068, 1069, 1076 |
| 2  | Budapest, Szerencs utca                          | 96, 225, 296, 296A 396, 397, 398, 399, 402, 412, 414, 422, 424, 432, 434, 435, 436, 437, 438, 439, 442 1020, 1021, 1024, 1031, 1034, 1037, 1039, 1040, 1044, 1045, 1046, 1049, 1051, 1054, 1063, 1063, 1066, 1068, 1069, 1076 |
| 3  | Gödöllő, Idősek Otthona                          | 396, 402, 412, 422, 432, 442, 450, 451, 452, 453, 454, 455, 464 1040, 1076 |
| 4  | Gödöllő, Széchenyi István utca                   | 396, 402, 412, 422, 432, 442, 450, 451, 452, 453, 454, 455, 464 1040, 1076 |
| 5  | Gödöllő, Szökőkút                                | 317, 324, 396, 402, 412, 422, 432, 442, 446, 447, 448, 450, 451, 452, 453, 454, 455, 464, 470, 471, 472, 473, 474, 475, 476, 477, 478, 479 1076 |
| 6  | Gödöllő, autóbusz-állomás                        | 317, 324, 396, 402, 404, 405, 406, 407, 410, 412, 422, 426, 430, 432, 440, 441, 442, 444, 446, 447, 448, 450, 451, 452, 454, 455, 461, 463, 464, 465, 466, 468, 469, 470, 471, 472, 473, 474, 475, 476, 477, 478, 479 1040, 1076, 1077, 1078 |
| 7  | Gödöllő, Egyetem                                 | 402, 404, 405, 406, 407, 410, 412, 422, 426, 430, 432, 461, 468, 469, 470, 471, 472, 474 |
| 8  | Gödöllő, Máriabesnyő vasúti megállóhely          | 402, 404, 405, 406, 407, 410, 412, 422, 426, 430, 432, 461, 469, 474 S80, személyvonat, Agria InterRégió, Mátra InterRégió |
| 9  | Domonyvölgy                                      | 402, 404, 405, 406, 407, 410, 412, 422, 426, 430, 432, 461 1040 |
| 10 | Aszód, Kossuth Lajos utca 2.                     | 342, 347, 348, 402, 404, 405, 407, 408, 409, 410, 412, 422, 424, 426, 428, 430, 431, 432, 433, 434, 435, 436, 437, 438, 439, 457, 458, 459, 460, 461 1040 |
| 11 | Aszód, vasútállomás bejárati út                  | 342, 347, 348, 402, 404, 405, 407, 408, 409, 410, 412, 422, 424, 426, 428, 430, 431, 432, 433, 434, 435, 436, 437, 438, 439, 457, 458, 459, 460, 461 |
| 12 | Aszód, Bethlen Gábor utca                        | 348, 410, 412 1040 |
| 13 | Kerekharaszt (3-as főút)                         | 348, 410, 412, 414 1037, 1039, 1040, 1063 |
| 14 | Hatvan, Rákóczi út                               | 4 348, 406, 407, 409, 410, 412, 414, 3640, 3641 1037, 1039, 1040, 1063 |
| 15 | Hatvan, Zöldfa vendéglő                          | 2, 4, 9 348, 406, 407, 409, 410, 412, 414, 3640, 3641 1037, 1039, 1040, 1063 |
| 16 | Hatvan, autóbusz-pályaudvar                      | 348, 404, 406, 407, 409, 410, 412, 414, 3448, 3600, 3601, 3602, 3604, 3605, 3607, 3610, 3612, 3622, 3623, 3624, 3626, 3628, 3640, 3641, 3652, 3675, 3678, 4681, 4686 1037, 1039, 1040, 1063, 1306, 1427, 1467 |
| 17 | Hatvan, Kossuth tér                              | 1, 2, 4, 4A, 7, 9 1037, 1039, 1040, 1063, 1427, 1467 3448, 3600, 3601, 3604, 3605, 3607, 3610, 3612, 3652, 3675, 3678, 3679, 4681 |
| 18 | Hatvan, Horváth Mihály út                        | 1, 4A, 9 1039, 1040, 1063, 1427, 1467 3448, 3604, 3610, 3612, 3675, 3679, 4681 |
| 19 | Hort, Gerendás                                   | 1039, 1040, 1427 3448, 3604, 3610, 3652, 3675, 3676, 3679 |
| 20 | Hort, Hősök tere 1.                              | 1039, 1040, 1427 3448, 3604, 3610, 3652, 3675, 3676, 3679 |
| 21 | Gyöngyös, toronyház                              | 1040, 1044, 1045, 1046, 1049, 1050, 1054, 1066, 1068, 1069, 1348, 1427, 1469, 1515 3448, 3604, 3612, 3650, 3652, 3670, 3671, 3675, 3676, 3679, 3697, 4602, 4653 |
| 22 | Gyöngyös, autóbusz-állomás                       | 1A 1040, 1044, 1045, 1046, 1049, 1050, 1054, 1066, 1068, 1069, 1301, 1305, 1308, 1348, 1427, 1469, 1515 3445, 3448, 3457, 3471, 3492, 3604, 3612, 3628, 3650, 3652, 3655, 3656, 3660, 3661, 3662, 3663, 3664, 3665, 3666, 3670, 3671, 3673, 3675, 3676, 3677, 3678, 3679, 3680, 3681, 3685, 3688, 3691, 3693, 3694, 3696, 3697, 3698, 3699, 4602, 4653 |
| 23 | Halmajugra, bejárati út                          | 1050, 1054, 1348, 1402, 1427 3445, 3448 |
| 24 | Karácsond, bejárati út                           | 1050, 1054, 1348, 1402, 1427 3445, 3448 |
| 25 | Detk, bejárati út                                | 1050, 1054, 1348, 1402, 1427 3445, 3448, 3665 |
| 26 | Kápolna, Dembinszky út                           | 1050, 1054, 1348, 1402, 1427 3441, 3442, 3443, 3444, 3445, 3446, 3448, 3456, 3667, 3683, 3684 |
| 27 | Kerecsend, Fő út 60.                             | 1050, 1054, 1343, 1348, 1362, 1402, 1427, 1466, 1517 3423, 3424, 3430, 3431, 3432, 3433, 3434, 3440, 3441, 3442, 3443, 3444, 3445, 3446, 3448, 3450, 3667 |
| 28 | Eger, Tompa utca                                 | 3, 3A, 6, 11, 12, 13, 14, 16, 914 1050, 1051, 1053, 1054, 1343, 1348, 1362, 1380, 1402, 1427, 1466, 1517 3400, 3402, 3408, 3410, 3411, 3414, 3423, 3424, 3426, 3430, 3431, 3432, 3433, 3434, 3435, 3436, 3440, 3441, 3442, 3443, 3444, 3445, 3446, 3448, 3472, 3479, 3482, 3484, 3667, 4015, 4157 |
| 29 | Eger, vasútállomás bejárati út                   | 11, 12, 13, 14 1050, 1051, 1053, 1054, 1343, 1346, 1348, 1362, 1380, 1402, 1427, 1466, 1517 3400, 3402, 3408, 3410, 3411, 3414, 3423, 3424, 3426, 3430, 3431, 3432, 3433, 3434, 3435, 3436, 3440, 3441, 3442, 3443, 3444, 3445, 3446, 3448, 3472, 3479, 3482, 3484, 3667, 4015, 4157 személyvonat, Agria InterRégió |
| 30 | Eger, Színház                                    | 2, 2A, 7, 7A, 11, 12, 14, 17 1053, 1054, 1343, 1344, 1346, 1348, 1362, 1380, 1402, 1426, 1427, 1428, 1447, 1468, 1517 3402, 3408, 3410, 3411, 3414, 3419, 3420, 3423, 3424, 3426, 3430, 3431, 3432, 3433, 3434, 3435, 3436, 3440, 3441, 3442, 3443, 3444, 3445, 3448, 3667, 4014, 4015, 4018, 4021, 4157 |
| 31 | Eger, autóbusz-állomás végállomás                | 2, 2A, 4, 5, 5A, 6, 7, 7A, 11, 12, 14, 16, 17, 914 1049, 1050, 1051, 1053, 1054, 1343, 1344, 1346, 1347, 1348, 1349, 1351, 1352, 1354, 1362, 1380, 1383, 1402, 1426, 1427, 1428, 1447, 1448, 1466, 1468, 1517 3400, 3402, 3403, 3404, 3405, 3405, 3406, 3407, 3408, 3409, 3410, 3411, 3412, 3414, 3415, 3416, 3417, 3418, 3419, 3420, 3423, 3424, 3426, 3430, 3431, 3432, 3433, 3434, 3435, 3436, 3440, 3441, 3442, 3443, 3444, 3445, 3446, 3448, 3450, 3455, 3456, 3457, 3458, 3462, 3469, 3470, 3471, 3472, 3473, 3474, 3476, 3479, 3480, 3481, 3482, 3483, 3484, 3488, 3604, 3660, 3667, 4012, 4014, 4015, 4018, 4021, 4157 |